# 千代田区立麹町中学校
千代田区立麹町中学校（ちよだくりつこうじまちちゅうがっこう）は、東京都千代田区平河町に所在する区立中学校。

## 概要

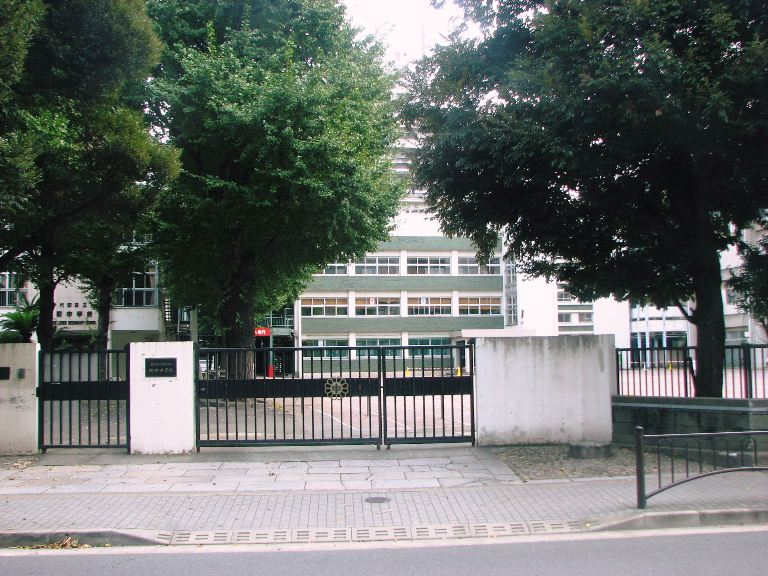
旧校舎（2006年9月23日撮影）

麴町地域唯一の公立中学校。「麹町中学校内申書事件」や『積木くずし』の舞台として知られる。通称は麹中（こうちゅう）。
麹町中学校は、六三制の新制中学校として昭和22年4月に設立され、旧・永田町小学校（現千代田区立麹町小学校）3階7教室にて発足した。後に本校舎が建てられるが、その校地は「安田財閥の祖」安田善次郎の私有地を「庭に植えてあるソテツの木を枯らさない」との条件に寄贈を受けたものであり、現在までそのソテツは学校のシンボルとされている。初代校長には、理学博士有元石太郎が就任した。
1950～60年代、東京大学合格者数の全国一位は都立日比谷高等学校であった。その日比谷高校に多数の合格者を輩出してきたことから名門中学校としてしばしば名前が挙げられた。当時「千代田区立番町小学校→千代田区立麹町中学校→都立日比谷高校→東京大学（番町→麹町→日比谷→東大）」がエリートコースとされた。そのため、以前から麹町中学校は多くの越境通学者を抱えており、また番町小学校・麹町小学校の2校が学区指定の進学先とすることから、これらへの越境者も言をまたない。従って一般的な公立中学とは異なり経済的に恵まれた多種多様な生徒が集まる傾向が強い。

しかし、校舎建て替え後の2014年に工藤勇一（現横浜創英中学校・高等学校校長）が学校長に就任すると、子どもの自律を重視した教育改革に取り組み、宿題廃止、定期テスト廃止、固定担任制廃止、校則の自由化など、従来「当たり前」とされてきたことを次々と覆した。生徒が主体者として学校運営に関わっていく教育方針と自由な校風への理解が深まったことにより、区内小学校から就学する児童が急増し2020年（令和2年度）から越境入学の受け入れを完全に中止している。工藤の方針で原因で授業妨害や教室からの無断退出、校内設備の破壊などが多発する問題校となったとされる。これらは工藤校長の後任時代に起きたことであり、工藤の時代には起きていなかったことである。
2020年3月の工藤の退任後、後任が2023年3月まで務めたのち、同年4月から堀越勉が学校長に就任すると、堀越は「大きな課題のある学校」と判断し、指導方針を転換して工藤の行った改革の多くを元に戻すことになり、数年がかりで課題の解消を実施している。

## 交通
- 東京地下鉄 有楽町線・半蔵門線・南北線　永田町駅徒歩5分
- 東京地下鉄 銀座線・丸ノ内線　赤坂見附駅徒歩10分
- 都営バス 橋63 平河二丁目（都市センター前）徒歩1分

## 周辺
- 千代田放送会館
- 都道府県会館
- 砂防会館

## 著名な出身者
あ行
- 石原邦夫（元東京海上ホールディングス会長）
- 伊秩弘将（作詞家）
- 稲葉ゆきえ（料理研究家）
- 井上一（宇宙航空研究開発機構名誉教授）
- 植村峻（元大蔵省印刷局職員）
- エムナマエ（作家）
- 岡田隆彦（元慶應義塾大学教授）
- 大泉康雄（元女性セブン編集長）
- 太田述正（評論家）
- 小和田哲男（静岡大学名誉教授）

か行
- 加藤紘一（元内閣官房長官、元自由民主党幹事長）
- 草刈隆郎（元日本郵船会長）
- 角野卓造（俳優）
- 川戸惠子（TBSアナウンサー）
- 川野一宇（元NHKアナウンサー）
- 亀渕昭信（元ニッポン放送社長）
- 唐木英明（東京大学名誉教授）
- 神津信一（東京税理士会会長）
- 貫地谷しほり（女優）
- 岸田森（劇作家）
- 岸田文雄（前内閣総理大臣、元外務大臣、元自由民主党政調会長）
- 北山禎介（元三井住友フィナンシャルグループ社長）
- 木下大維志（タレント）
- 小西政継（登山家）
- 小森まなみ（ラジオパーソナリティ、声優、歌手、エッセイスト）
- 後藤茂之（経済再生担当大臣、元厚生労働大臣）

さ行
- 斉藤斗志二（元防衛庁長官）
- 佐宗邦皇（著述家）
- 薩谷和夫（美術監督）
- 里見治紀（セガサミーホールディングス社長）
- 澤雄二（元農林水産大臣政務官）
- 神保雅人（研究者）
- 島村美輝（元俳優）
- 杉浦克己 (栄養学者)（立教大学）教授
- 住博司（政治家）

た行
- 匠（タレント、俳優）
- 田坂広志（研究者）
- 泰道三八（前エスエス製薬会長）
- 丹埜倫（実業家）
- 都築響一（写真家）
- 露木茂（元フジテレビアナウンサー）
- 津島淳（法務副大臣）
- 津田和男（教育者）
- 藤間秋男（公認会計士）
- 富田広士（慶應義塾大学教授）

な行
- 中島義雄（元セーラー万年筆社長）
- 中島克磨（作曲家）
- 七澤英貴（音楽家）
- 中村桂子（JT生命誌研究館館長）
- 中村七之助 (2代目)（歌舞伎役者）
- 二瓶正也（俳優）

は行
- 林貞行（元外務事務次官）
- 林潤（政治家）
- 原田敬美（元港区長）
- 橋田建二郎（料理家）
- 秀島一生（評論家）
- 深尾精一（首都大学東京名誉教授）
- 古河建純（元ニフティ会長）
- 伏屋和彦（元国税庁長官）
- 保坂展人（世田谷区長）
- 穂積由香里（タレント）
- 本川裕（統計学者）

ま行
- 松原亘子（元厚生労働事務次官）
- 町山智浩（映画評論家）
- 町山広美（放送作家）
- 真梨邑ケイ（ジャズ歌手）
- 三升家小勝 (7代目)（落語家）
- 村上勝彦（元東京経済大学学長）
- 室希太郎（映画監督）
- 森田美礼（TOKYO MXアナウンサー）

や行
- 保岡興治（元法務大臣）
- 柳沢超（元忍者）
- 山本コウタロー（シンガーソングライター）
- 山本晶（慶應義塾大学名誉教授）
- 湯本長伯（元九州大学教授）
- 吉野雅邦（元連合赤軍幹部）
- 横田和彦（青山学院大学教授）
- 義煎恵理（タレント）
- 吉家重夫（心理カウンセラー）
- 米山義則（バンドネオン奏者）